# Hřbitov Kirjat Ša'ul

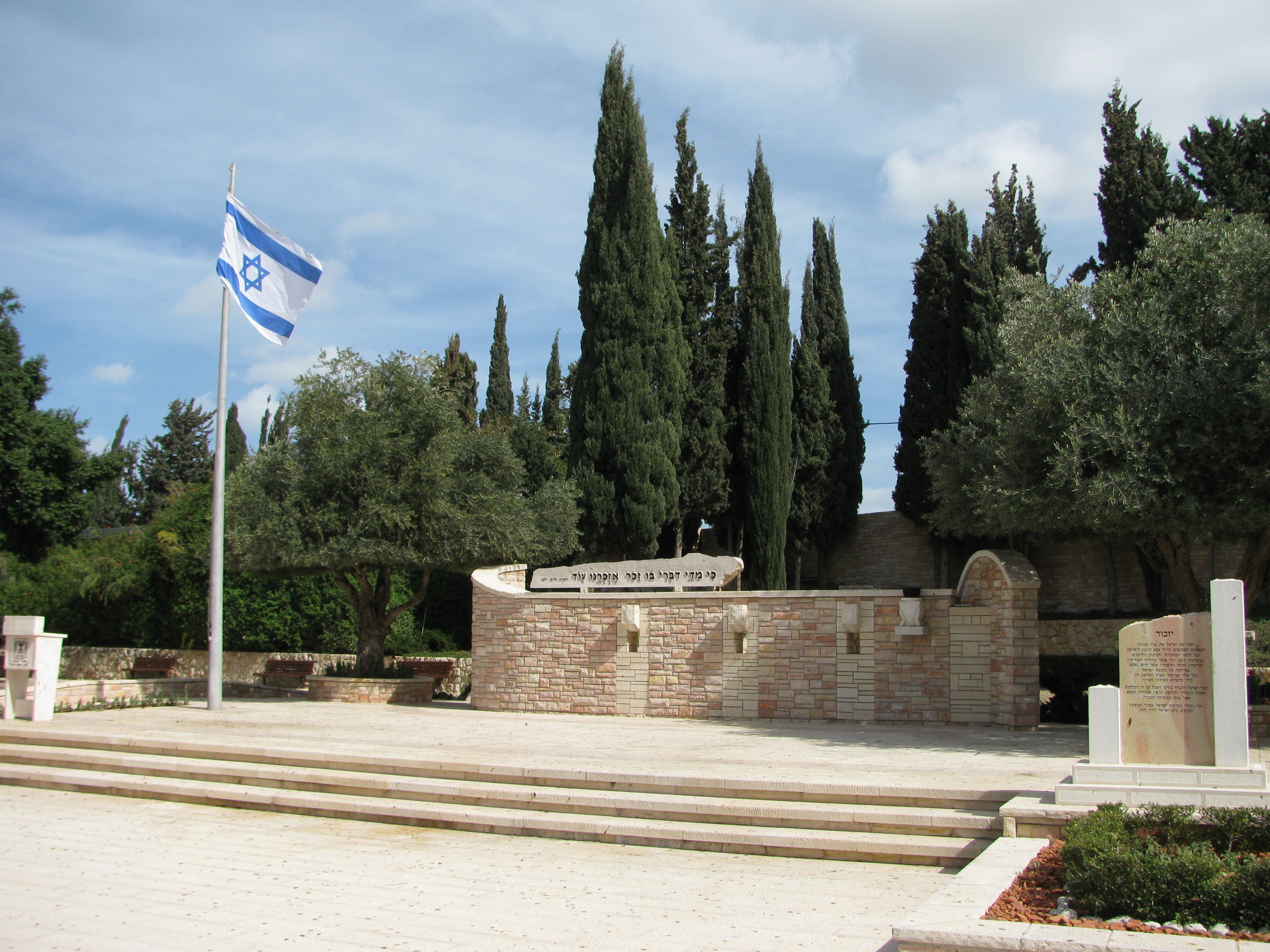
Vojenská část hřbitova Kirjat Ša'ul

hřbitov Kirjat Ša'ul (hebrejsky: בית קברות קריית שאול, Bejt kvarot Kirjat Ša'ul, oficiálně Bejt ha-almin Kirjat Ša'ul, בית העלמין קריית שאול, doslova Ša'ulovo město) je hřbitov na severovýchodním okraji Tel Avivu v Izraeli. Je součástí správního obvodu Rova 1 a samosprávné jednotky Rova Cafon Ma'arav.

## Geografie
Leží na severovýchodním okraji Tel Avivu, cca 3,5 kilometru od pobřeží Středozemního moře a cca 2,5 kilometru severně od řeky Jarkon, v nadmořské výšce do 50 metrů. Leží na dotyku s katastrem města Ramat ha-Šaron. Na západě jej ohraničuje ulice Kirjat Ša'ul, na východě ulice silnice číslo 482 (ulice Moše Sne). Na severu leží fragment původní zemědělské krajiny, v níž stojí areál mládežnické vesnice ha-Kfar ha-Jarok a dál k severu trasa dálnice číslo 5. Na jižní strana s hřbitovem sousedí obytná čtvrť Kirjat Ša'ul, jejíž západní podčást Neve Gan ovšem patří administrativně již do města Ramat ha-Šaron. Čtvrť Kirjat Ša'ul tvoří jen úzký pás, za nímž ale na jižní, jihovýchodní i jihozápadní straně pokračuje souvislá obytná zástavba čtvrtí jako Ganej Cahala nebo Tel Baruch.

## Dějiny
Zdejší pozemky byly zakoupeny v roce 1949 předsedou místní Chevra kadiša Zalmanem Meiselem. Výstavba hřbitova se ale o několik let opozdila, protože bylo nutné vyřešit spory s úřady, které zpočátku záměr zřízení nového centrálního pohřebiště pro Tel Aviv odmítaly. Plocha hřbitova v současnosti dosahuje cca 320 dunamů (32 hektarů) a je tu uloženo cca 86 000 zesnulých. Na východní straně areálu je zřízen vojenský hřbitov. V roce 1999 se zde začalo pohřbívat do hustěji navržených víceúrovňových schránek. Nachází se zde památník obětem holokaustu.